# Heidi Happy
Pour les articles homonymes, voir Heidi.
Priska Zemp, alias Heidi Happy, est une chanteuse et musicienne suisse née en 1980 à Dagmersellen, dans le canton de Lucerne.

## Biographie

### Enfance et jeunesse
Née en 1980, Priska Zemp grandit à Dagmersellen dans une famille de musiciens. Sa mère est soprano alors que son père chante dans différents chœurs. Elle apprend dès l’âge de six ans le piano avec sa mère, avant de suivre des cours de violoncelle à partir de neuf ans. Alors qu’elle fréquente la Kantonsschule de Sursee, elle participe à l’orchestre de l’école. Plus tard, elle joue dans un groupe appelé « Funktasy », dans lequel elle compose les textes et certaines mélodies. Après avoir obtenu sa maturité gymnasiale, Priska Zemp effectue une formation d’institutrice, lors de laquelle elle se spécialise dans le piano. Dans le même temps, elle prend des cours de chant auprès de sa mère, puis à l’école de jazz de Lucerne.

### Heidi Happy
Dès la fin des années 1990, Priska Zemp chante dans divers petits groupes, comme « Funktasy », « Protonic », « Prishilla », « Khushi » ou « Superterz ».
En 2005, elle entame une carrière solo sous le pseudonyme de Heidi Happy. Sous ce nom, elle remporte, à la fin de l’année 2006, une bourse de la part de la commission de la culture du canton et de la ville de Lucerne, qu’elle utilise pour produire son premier album, Back Together, qui sort en mars 2007. Grâce à cet album, elle remporte un prix lors du concours Swiss Top organisé par la station de radio alémanique DRS 3.
Après plusieurs concerts en Suisse et dans plusieurs pays européens (Allemagne, Autriche, Pays-Bas), Heidi Happy sort en septembre 2008 son single Fulltime Running, issu de l’album Flowers, Birds and Home, qui paraît un mois plus tard.
Heidi Happy déménage par la suite à Amsterdam, où elle étudie dans une école de vidéo, d’animation et de musique.
En 2009, elle participe à l’album Touch Yello (en) du duo suisse Yello. Dans cet album, elle signe les paroles de deux morceaux et cosigne celles d'un troisième, et chante dans les trois morceaux.
Entre 2011 et 2014, elle compose trois nouveaux albums, Hiding with the Wolves, On the Hills et Golden Heart.

## Discographie

### EPs
- 2009 : Live 2009[2]

### Singles
- 2008 : 90 Minute für mi (mit Baze et Kutti MC)[3],[4]
- 2008 : Fulltime Running / I Think I'm in Love[5],[6]
- 2009 : Part Love (Yello feat. Heidi Happy)
- 2010 : Vicious Games 2010 (Yello feat. Heidi Happy)[7]